# 荒井英一
荒井 英一（あらい えいいち、1926年2月14日 - 1990年11月）は、日本の作曲家。代表作は井沢八郎の「あゝ上野駅」。矢板 候ニという別名でも活動していた。

## 略歴・人物
栃木県矢板市出身。1926年（大正15年）2月14日に栃木県塩谷郡矢板町万町（現在の矢板市本町）の老舗旅館「住吉荘本店」の長男として生まれた。少年時代は、野球と剣道が好きな腕白坊主だったが、19歳の1945年（昭和20年）暮れにNHKのど自慢に挑戦して合格し、歌手を目指して声楽の勉強に励み、後に作曲家へと転じた。1964年（昭和39年）には、集団就職者を題材にした「あゝ上野駅」（関口義明作詞）が大ヒットし、作曲家としての地位を不動のものにした。以来、三千にも及ぶ曲を発表し、1985年（昭和60年）には全国大衆音楽家協会の会長に就任した。また、「矢板市の歌」「矢板音頭」など出身地の歌も数多く手掛けた。しかし、1990年（平成2年）11月に64歳で死去した。

## 主な作曲作品
- 井沢八郎：「あゝ上野駅」「しぶき舟」「ダンチョネ鴎」「ああ上野駅」(「あゝ上野駅」を編曲)
- 日野てる子：「北国の初恋」「若い朝」(東京12チャンネル連続ドラマ『寒い朝』主題歌)「そのことは云えない」(TBS連続テレビ映画『そのことは言えない』主題歌)
- 愛京子：「あなたに逢いたい」
- 松本ルミ：「ハマの子守唄」
- 矢本浩二・石黒勝とブルースターズ：「ネオン街慕情」
- 野口五郎：「博多みれん」「ひとり雨」「約束」「女のあきらめ」
- 笹崎貴夫：「ネオン砂漠の女」「傘を貸して下さい」
- 二葉百合子：「武田信玄」
- 克美しげる：「放浪哀歌」
- 葛城ユキ：「狼の挽歌」
- 浜桂子：「女の舞扇」「別れ雨」「チョットだけよ」
- 鈴木孝夫：「平泉の女」
- 山本ゆき：「演歌坂」「哀しみめぐり」
- 小鳩くるみ：「虹の国」(『七夕ナナちゃんふしぎな九九の旅』主題歌) 「九九のうた」

【矢板候ニ名義】
- 市川好朗：「東京なんかにゃ負けないよ」「人生の片隅で」
- 那珂川佳子：「前橋の夜」「別れの涙川」

## エピソード
- 野口五郎が「デビュー前に知人の紹介で、「あゝ上野駅」を作曲した荒井英一先生の演歌レッスンに通いました」と語っている[2]。その縁で、野口のデビュー曲「博多みれん」は、荒井の作曲である。
- つつじで有名な矢板市の長峰公園に、「荒井英一先生顕彰碑」（1991年11月建立）がある。この記念碑は、洋画家の杉山吉伸（栃木県さくら市在住）によるデザインであり、作曲家にふさわしくグランドピアノをかたどったもので、鍵盤も彫られている。また、土台には荒井愛用の指揮棒が埋められている[3]。
- 上野駅開業130年を記念し、2013年（平成25年）7月28日から「あゝ上野駅」が東北本線の発着する13番線の発車メロディーとして採用された[4]が、作曲の荒井を始め、作詞の関口、歌唱の井沢も死去しており、何れもその旋律を聴くことは叶わなかった。 その後カシオペア・北斗星引退により、2016年11月1日からは16・17番線に移された[5] 。
- 本来は演歌・歌謡曲の作曲家であったが、晩年には、葛城ユキの 「狼の挽歌」や小鳩くるみの「虹の国」「九九のうた」等、ポップス・童謡も手掛けている。